# Ben 10: Omniverse 2
Ben 10 Omniverse 2 es un videojuego basado en la serie Ben 10 Omniverse y es la secuela de Ben 10 Omniverse. El juego fue publicado por D3 Publisher en noviembre del 2013 para las consolas PlayStation 3, Xbox 360, Wii, Wii U y Nintendo 3DS.

## Juego
Ben 10 omniverse 2 es el último videojuego publicado de la franquicia interactiva de mayor venta de D3 Publisher y Cartoon Network Enterprises que establece a los jugadores en una nueva aventura con ben y sus formas alienígenas contra una amenaza interigalactica Los Incursianos. Los jugadores se enfrentarán a nuevos retos de la franquicia incluyendo la persecución y secuencias de escape así como un insato de batalla contra las fuerzas del mal que crean el juego de ben 10 más dinámico hasta la fecha.
Ben 10 Omniverse 2 tiene todo lo que los fans aman sobre la exitosa serie: aliens, acción y una nueva aventura!. El mejor juego de Ben 10 tiene carreras contra reloj para aprovechar cada transformación en la batalla contra los invasores incursianos.
Embarcate en una aventura totalmente nueva, Ben se infiltra en la nave de guerra incursiana para salvar a la resistencia. Enfrentando nuevos enemigos en una nueva historia escrita por los guionistas de la serie.

### Características
- Preparate para experimentar una batalla sorprendente con los incursianos

- Juega como los personajes favoritos de la serie incluyendo Ben, Rook y los aliens del omnitrix en el modo multijugador.

- El mejor juego de Ben 10 con carreras contra reloj y haz que cada acción cuente en todas las nuevas secuencias de persecución.

- El omnitrix ahora selecciona a los alienígenas por clase: ligera, media y pesada y permite a sus jugadores guardar a los alienígenas favoritos por el tamaño y velocidad y seleccionarlos según sea necesario.

- Nuevas formas alienígenas para descubrir ¡unete a la pelea con 10 formas alienígenas en las consolas de sobremesa y 17 en Nintendo 3DS incluyendo Frío, Bullfrag, Rath, Eatle y más, cada uno con su propio estilo en el combate

- Lucha contra los incursianos con un sistema de combate por combos de composición abierta que permite a los jugadores realizar ataques múltiples y un poderoso movimiento final.

## Personajes jugables
- Ben Tennyson (16 años)
- Rook

### Alienígenas utilizables
- Artícguana (Solo en 3DS)
- Astrodactyl (no en 3DS)
- Frio
- Bloxx (no en 3DS)
- Bullfrag
- Cannonbolt
- Crashhopper
- Diamante (Solo en 3DS)
- Eatle (Solo en 3DS)
- Multi ojos (Solo en 3DS)
- Feedback (Solo en 3DS)
- Cuatro Brazos
- Gravattack
- Fuego (solo en 3DS)
- Rath (solo en 3DS)
- Fuego Pantanoso (no en 3DS)
- Upchuck (Solo en 3DS)
- Bestia (Solo en 3DS)
- XLR8

## Antagonistas

### Jefes
- Emperador Milleous
- Princesa Attea
- Tokustar Mutantes

### Enemigos Comunes
- Incursianos